# Nicolas Oudinot
Nicolas Charles Oudinot, Bá tước Oudinot, Công tước xứ Reggio (25 tháng 4 năm 1767 tại Bar-le-Duc – 13 tháng 9 năm 1848 tại Paris), là một thống chế Pháp. Ông được biết đến bởi 34 vết thương trong cuộc đời binh nghiệp (bởi đạn đại bác, đạn súng hoả mai và kiếm).

## Thời niên thiếu
Nicolas Charles Oudinot là con trai duy nhất của Nicolas Oudinot và Marie Anne Adam. Cha ông là một người làm bia, nông dân và người nấu rượu brandy tại Bar-le-Duc, LLorraine. Ông quyết định theo đuổi quân sự và đã phục vụ trong một trung đoàn tại tại Medoc từ năm 1784 đến năm 1787. Nhưng do không có hy vọng được thăng tiến mà ông nghỉ hưu non với quân hàm trung sĩ.

## Chiến tranh Cách mạng Pháp
Cách mạng Pháp nổ ra đã làm thay đổi cuộc đời ông. Năm 1792, khi quay trở lại binh nghiệp, ông đã được thăng hàm trung tá của tiểu đoàn quân chí nguyện số 3 vùng Meuse. Năm 1792, tài năng trong những cuộc vây thành nhỏ tại Vosges đã khiến ông được chú ý. Ông được chuyển về phục vụ cho các đơn vị chính quy từ năm 1793. Sau một thời gian phục vụ tại mặt trận Bỉ, ông được thăng hàm thiếu tướng vào tháng 6 năm 1794. 
Ông tiếp tục phục vụ tại mặt trận Đức dưới quyền các vị tướng Louis Lazare Hoche, Charles Pichegru và Jean Victor Marie Moreau, nơi ông đã bị thương và bị bắt sau một vết thương khác. Trong chiến dịch Thuỵ Sĩ năm 1799, ông là cánh tay phải của tướng André Masséna, với quân hàm trung tướng, làm tham mưu trưởng và rồi lại bị thương trong cuộc vây thành Zurich lần thứ hai. Ông lại phục vụ Massena tại trận vây thành Genoa và đã khẳng định tên tuổi mình tại trận Monzambano khiến Napoleon Bonaparte phải trao ông thanh gươm danh dự. Ông được làm tổng thanh tra bộ binh, được tặng thưởng Bắc đẩu bội tinh, nhưng lại không được thụ phong Thống chế khi Napoleon xưng đế vào năm 1804.

## Chiến tranh Napoleon
Oudinot được bầu làm nghị sĩ nhưng lại không có nhiều thời gian để làm chính trị. Trong cuộc chiến tranh 1805, là tư lệnh sư đoàn quăng lựu nổi tiếng, ông đã bị thương trong trận Schöngrabern khi phải chống lại quân Nga nhưng giúp tạo nên cục diện quyết định tại trận Austerlitz. Năm 1807, ông cùng với Joachim Murat giàng thắng lợi vùng Ostrolenka, Ba Lan và đã giúp định Napoelon thắng lợi tại trận Friedland.
Năm 1808, ông được bầu làm thống đốc vùng Erfurt và danh hiệu Bá tước. Năm 1809, bằng sự dũng cảm tại trận Wagram, ông được phong hàm Thống chế Pháp. Đồng thời, ông cũng giành được danh hiệu Công tước xứ Reggio cũng như được tưởng thưởng rất nhiều vì sự nỗ lực vào tháng 4 năm 1810.
Từ năm 1810 đến năm 1812, Oudinot là tổng đốc của Vương quốc Hà Lan và là tư lệnh Quân đoàn II của Đại quân trong chiến dịch nước Nga năm 1812. Quân đoàn của ông đã xây dựng chiếc cầu phao tại Berezina nhưng lại bị thiệt hại trong cuộc tháo chạy tại Trận Berezina. Một lần nữa, ông lại bị thương.
Năm 1813, ông tham gia trận Lützen và trận Bautzen, nhưng lại để thua trận Grossbeeren. Ông thay thế Michel Ney trong trận Dennewitz nhưng lại để thua.
Nhưng Oudinot không bị thất sủng. Ông đóng vai trò quan trọng trong trận Leipzig và cả trong chiến dịch năm 1814. Khi Napoleon thoái vị, ông phục vụ tiếp cho chính phủ mới và được bầu làm nghị sĩ. Không giống như các chiến hữu cũ của mình, ông từ chối phục vụ Napoleon khi hoàng đế quay trở lại vào năm 1815.

## Cuối đời
Hoạt động quân sự cuối cùng của ông là cuộc xâm lược của Pháp vào Tây Ban Nha năm 1813, nơi ông chỉ huy một quân đoàn và là thống đốc của Madrid. Ông mất khi đang giữ cương vị giám đốc Les Invalides.
Oudinot mặc dù không phải là một nhà cầm quân lớn nhưng lại là một sư trưởng giỏi. Ông đã có những ý tưởng táo báo, tích cực hơn so với nhiều thống chế đồng nhiệm. Ông là người đã truyền cảm hứng cho các cuộc cách mạng tại Áo-Phổ vào cuối thế kỷ 19 sau này.